# 赤松晴政
赤松 晴政（あかまつ はるまさ）は、日本の戦国時代の武将、大名。赤松氏の第11代当主。赤松義村の子。播磨・備前・美作の守護。播磨置塩城城主。
幼名は才松丸（さいまつまる）。通称は次郎。初名は政村（まさむら）、また政祐とも名乗ったとされるが政祐の署名の書状は確認されていない。本項目では便宜上、「晴政」で統一表記する。従五位下・左京大夫。

## 生涯

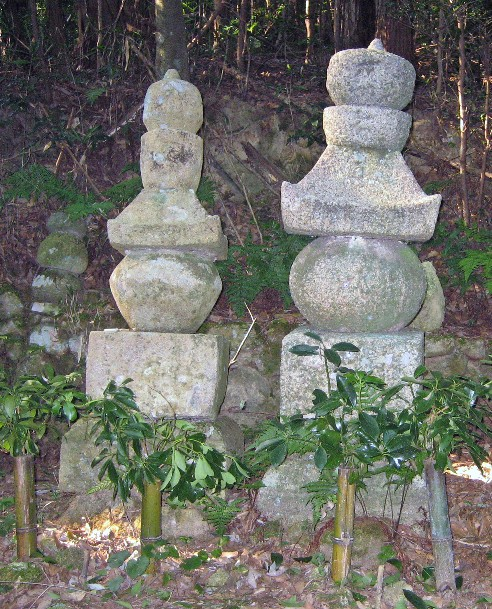
長福山松安寺跡に残る赤松晴政の墓(右)

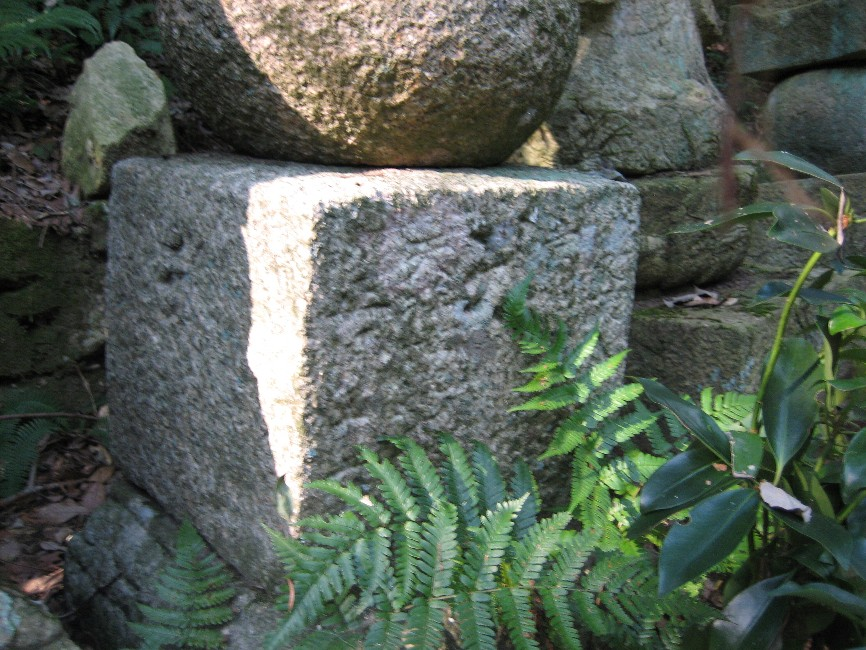
晴政の墓石

生年は、明応4年（1495年）と永正10年（1513年）の二説がある。
永正17年（1520年）、守護代の浦上氏との対立に敗れ、強制隠居へ追いやられた父の義村から、僅か8歳で家督を譲られる。その後、備前守護代・浦上村宗への再反攻に失敗した父を、翌大永元年（1521年）9月に殺されている。山名氏の侵攻に対抗するため、一時的に村宗と手を結んだこともあるが、山名氏の脅威が去ると再び争い、一時は居城の置塩城を追われ美作の新庄山城へ避難を余儀なくされたこともある。
享禄4年（1531年）、細川晴元と対立する管領・細川高国を擁した浦上村宗が摂津国へ侵攻すると、村宗たちの後詰めとして参戦したが、実は堺公方の足利義維へ人質を送って裏切りを確約していた。
6月4日、神呪寺に布陣していた晴政が晴元方に内応して高国・村宗軍を背後から攻撃。晴元方からも挟撃された高国・村宗軍は壊滅し、村宗を戦死させ、高国も自害へと追い込んだ（大物崩れ）。
これにより、ある程度は実権を回復したものの、村宗の子である浦上政宗や浦上宗景との対立はその後も続き、天文3年（1534年）8月には朝日山（姫路市）にて戦闘を繰り広げている。
さらに、天文6年（1537年）12月に始まる出雲国の尼子詮久（後の尼子晴久）に侵攻により、対立していた浦上兄弟は恭順するも、晴政の領国は混乱し、宍粟の宇野村頼が寝返る。
天文7年（1538年）7月には高砂城（高砂市）の梶原氏を頼るも、寝返った小寺則職・明石正風らの攻撃を受け、淡路国郡家の田村能登守のもとへ逃亡する。
天文8年（1539年）4月8日、阿波細川氏の援助を取り付けた晴政は、明石に上陸して枝吉城を攻略したが、最後まで尼子勢に抵抗していた三木城の別所氏も内通しているとの噂が流れ、11月25日に堺の海会寺へと落ち延びた。
天文9年（1540年）から翌年にかけての尼子氏の安芸国遠征失敗（吉田郡山城の戦い）によって、播磨から尼子氏が撤退。領国の危機は去ったとはいえ、赤松氏の権威失墜までは止まらなかった。なお、将軍・足利義晴より「晴」の字を賜り、晴政（はるまさ）と改名したのはこの時期である。
天文21年（1552年）、尼子晴久が幕府から備前・美作守護職に任ぜられた事で、晴政は守護としての2国の権限を喪失する。残る播磨での主権も浦上氏に奪われ続けるなか、永禄元年（1558年）8月には小寺政職が嫡子・義祐を擁立するクーデタを起こし、娘婿の赤松政秀の居城・龍野城に逃れた。これにより赤松氏惣領家は分裂してしまい、守護大名赤松家は領主層から推戴される一地方権力へと凋落していったのである。
その後は、政秀の庇護のもと播磨北部や美作に勢力基盤を移し、毛利氏や在地領主（嵯峨山氏・広戸氏・豊福氏など）らと連携して領国経営を行った晴政であったが、永禄8年（1565年）1月16日に死去した。
墓所は姫路市の松安寺跡に存在する。

## 偏諱を与えた人物
晴政時代
- 赤松政秀（従兄弟・娘婿、宇野政秀とも）
- 宇野政頼（→詳しくはこちら - archive.today（2013年12月15日アーカイブ分）を参照。）
- 浦上政宗
- 小寺政職